# Forcipomyia onustagalea
Forcipomyia onustagalea är en tvåvingeart som beskrevs av Yu 2000. Forcipomyia onustagalea ingår i släktet Forcipomyia och familjen svidknott. Inga underarter finns listade i Catalogue of Life.